# Arboreto de la universidad estatal de California, Campus de Sacramento
El Arboreto de la universidad estatal de California, Campus de Sacramento (en inglés: University Arboretum at California State University, Sacramento  anteriormente llamado Charles M. Goethe Arboretum), es un arboreto y jardín botánico de 12,000 m² (10 acres) de extensión, dependiente de la Universidad Estatal de Sacramento, que se encuentra en Sacramento, California, Estados Unidos. 
El código de identificación del University Arboretum at California State University, Sacramento como miembro del "Botanic Gardens Conservation International" (BGCI), así como las siglas de su herbario es SACT.

## Localización
El arboreto se ubica en el extremo norte del campus de la Universidad Estatal de Sacramento en Sacramento.
University Arboretum at California State University, Sacramento California State University, J Street and Carlson Drive, Sacramento county, Sacramento, California CA 96025 United States of America-Estados Unidos de América.
Planos y vistas satelitales.41°8′24″N 122°9′35.9994″O / 41.14000, -122.159999833
La entrada es gratuita.

## Historia
El arboreto creado en 1959, fue nombrado en honor de Charles Goethe (1875–1966), propietario de tierras, filántropo, conservacionista, eugenicista y uno de los padres fundadores de la Universidad de Sacramento. 

## Colecciones
El arboreto comenzó con solamente 45 árboles, y durante los años ha crecido en tres acres ( 12.000 m²), con más de 600 tipos de árboles, arbustos, y flores. El arboreto está mantenido por la fundación « CSUS Foundation », que administra varias dotaciones importantes dejadas a la universidad por Goethe. 
Hay una sección de plantas endémicas de California, instalada a principios de la década de 1980, conteniendo varias variedades de manzanita y muchos otros especímenes resistentes a la sequía. 

## Controversia
Se ha presentado una controversia sobre el posible renombramiento del arboreto de Goethe debido a las actitudes y actividades entusiastas del racismo antes y después de la Segunda Guerra Mundial por parte de su fundador. C.M. Goethe, que fundó la sociedad de eugenesia de California Norte, recomendando la esterilización forzada, financiando campañas anti-Asiáticas, opuestas a la inmigración latina, comparando a los seres humanos con plantas y animales, y elogiando a los  Científicos alemanes que intentaban la "purificación" de la raza aria. Goethe también elogió a los nazis antes y después de la Segunda Guerra Mundial. 
El parque « Goethe Park » en Sacramento recientemente fue renombrado como « River Bend Park » después de recientes revelaciones públicas  de las opiniones racistas de C.M. Goethe. 
En una controversia relacionada, los activistas de comunidad están pidiendo que el « Sacramento City Unified School District »  (distrito escolar unificado de la ciudad de Sacramento) renombre a  la escuela secundaria de Charles M. Goethe. La escuela secundaria de Goethe tiene predominante un alumnado afroamericano, Latino, y de procedencia asiática. En el año 2007 la directiva del centro  votó para retitular a la escuela como « Rosa Parks Middle School ».